# Chiesa dei Santi Gregorio e Tommaso
La chiesa dei Santi Gregorio magno e Tommaso è la parrocchiale di Lughetto, in città metropolitana di Venezia e diocesi di Padova; fa parte del vicariato di Campagna Lupia.

## Storia

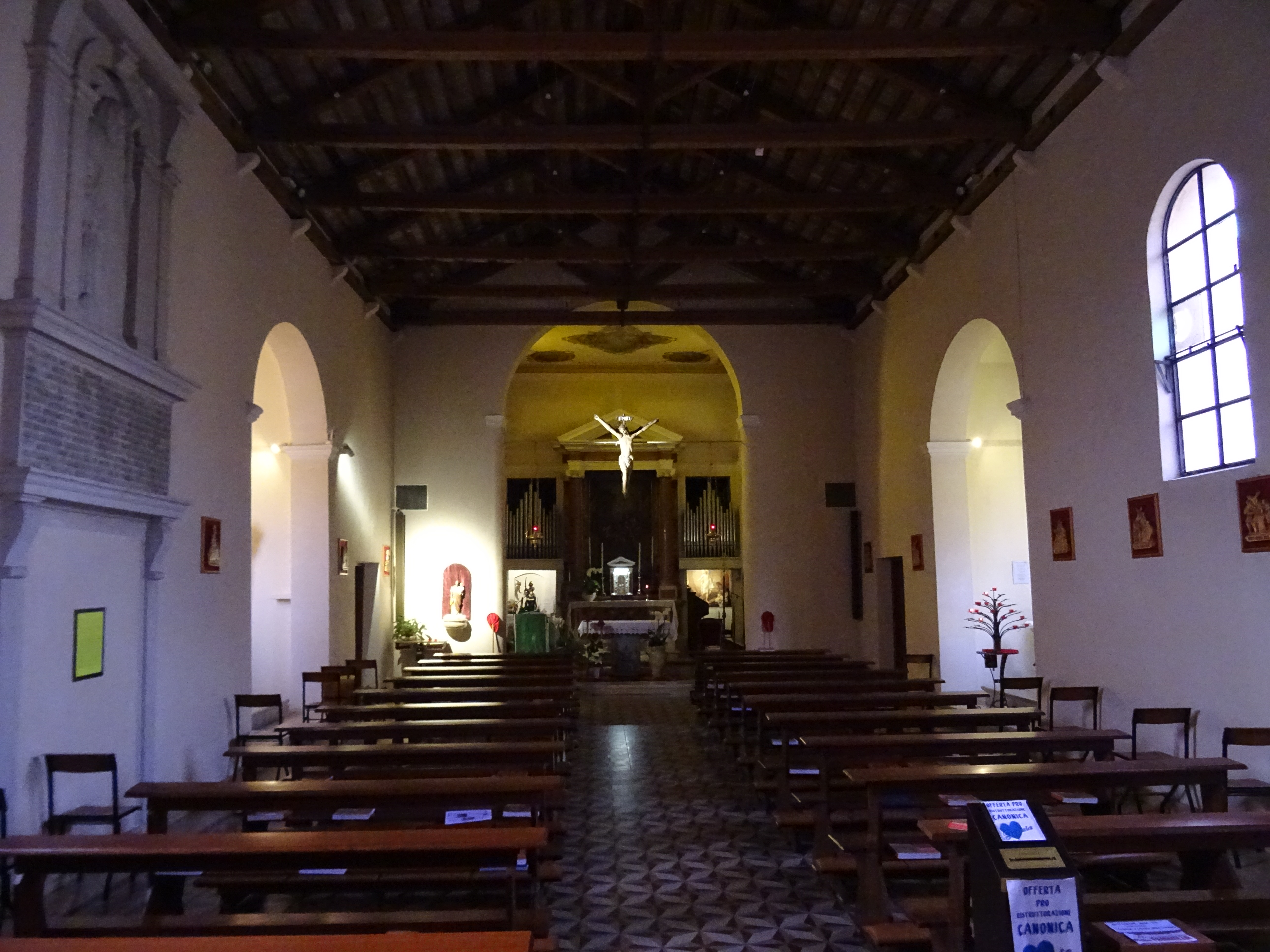
Interno

La chiesa fu costruita nel 1505 su volere di tale Tommaso de' Michieli, nella località anticamente chiamata Steoletta, consacrata nel 1563 e nel 1585 venne dichiarata parrocchiale.

Dagli atti della visita pastorale del vescovo Luigi Pellizzo si evince che la chiesa era adorna di tre altari, uno dedicato ai santi Gregorio e Tommazo, uno all'Immacolata Concezione e uno al Sacro Cuore di Gesù.
Nei primi anni 2000 fu completamente restaurata. La pala dell'altare maggiore era dedicata allAdorazione dei Re magi con un altorilievo dedicato a san Benedetto risalente al 1563.

## Descrizione
La semplice facciata a capanna con centrale il portale e sul lato dìsinistro la torre campanaria. Sopra il portale è posto lo stemma nobiliare identificato in quello di Tommaso di Michieli che aveva voluto la costruzione dell'edificio.